# Cộng hòa Rif
Tên chính thức Cộng hòa Liên bang của các Bộ lạc Rif, còn được ghi là the Riff, là một nước cộng hòa tồn tại ngắn ngủi ở miền bắc Maroc từ năm 1921 đến năm 1926. Cộng hòa Rif hành lập vào tháng 9 năm 1921, khi người dân của Rif nổi dậy và tuyên bố độc lập khỏi sự chiếm đóng của Tây Ban Nha cũng như khỏi Moroccan Alawite sultan, Yusef.

## Lịch sử
Năm 1921, Riffians dưới sự lãnh đạo của Abd el-Krim đã đánh bại một cuộc tấn công của Tây Ban Nha dưới quyền của General Manuel Fernández Silvestre tại Trận chiến Hàng năm và ngay sau đó tuyên bố một nước cộng hòa độc lập vào ngày 18 tháng 9 năm 1921. Nước cộng hòa chính thức được thành lập vào năm 1923 với Abd el-Krim là Quốc trưởng và Ben Hajj Hatmi là Thủ tướng.
Cuối năm 1925, Pháp và Tây Ban Nha đã thành lập một lực lượng đặc nhiệm chung gồm nửa triệu người được hỗ trợ bởi xe tăng và máy bay. Từ năm 1923 trở đi, người Tây Ban Nha sử dụng vũ khí hóa học nhập khẩu từ Đức. Cộng hòa Rif đã bị giải thể bởi lực lượng chiếm đóng của Tây Ban Nha và Pháp vào ngày 27 tháng 5 năm 1926, sau những trận chiến dài và đẫm máu của Chiến tranh Rif, nhưng nhiều quân du kích của Rif vẫn tiếp tục chiến đấu cho đến năm 1927.